# YUV

U-V 색 플레인의 예. Y′ 값 = 0.5 (RGB 색역으로 표현)

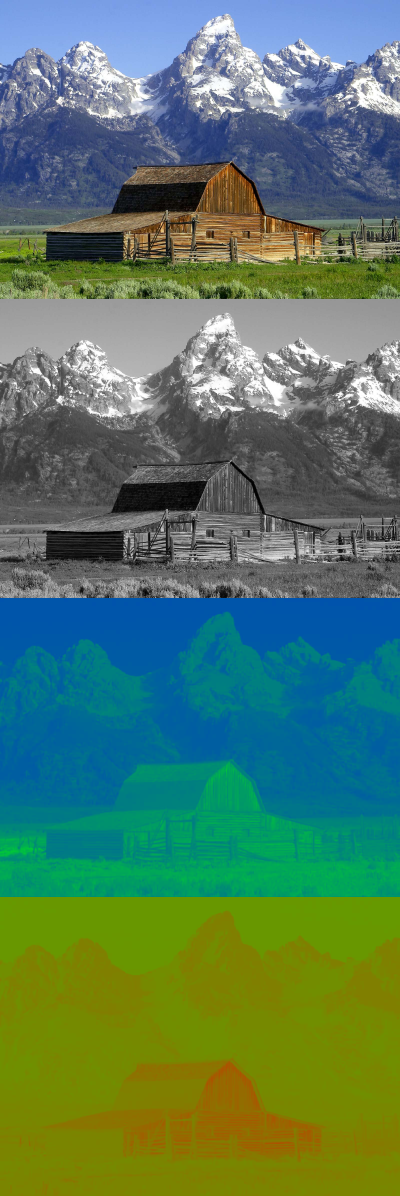
각각 Y′, U, V 컴포넌트가 수반된 이미지

YUV는 컬러 이미지 파이프라인의 일부로 사용되는 색 인코딩 시스템이다. 컬러 이미지나 비디오 토킹 지각 변환을 통해 색차 컴포넌트의 대역폭 감소를 가능케 하므로 일반적으로 직접적인 RGB 표현을 사용할 때보다 전송 오류나 압축 가공물을 더 효율적으로 마스킹될 수 있게 한다. 다른 색 인코딩들은 비슷한 특성을 갖고 있으며 YUV의 속성을 구현하고 탐구하는 주된 이유는 특정 Y'UV 표준을 준수하는 아날로그, 디지털 텔레비전이나 사진 장비와의 통신을 위해서이다.
Y'UV 모델은 1개의 루마 컴포넌트(Y')와 2개의 색차 컴포넌트(각각 파랑의 U와 빨강의 V)의 용어를 아우르는 색 공간을 정의한다. Y'UV 색 모델은 PAL 컴포지트 색 비디오(PAL-N 제외) 표준에 사용된다. 이전 흑백 시스템은 루마(Y') 정보만을 사용하였다. 색 정보(U와 V)가 부반송파를 통해 개별적으로 추가되었으며 이로 말미암아 흑백 수신기는 수신기의 순수 흑백 포맷으로 색 전송을 수신하고 표출할 수 있었다.
Y'는 루마 컴포넌트(밝기)를 대표하며 U와 V는 크로미넌스(색) 컴포넌트를 대표한다. 휘도는 Y로 나타내며 루마는 Y'로 나타낸다. 프라임 부호(')는 감마 압축을 나타내며 여기서 휘도는 물리적인 선형 공간 밝기를 의미하고 루마는 (비선형) 지각 밝기를 의미한다.
Y′UV, YUV, YCbCr, YPbPr 등의 용어의 범위가 모호하고 겹치는 부분이 있다. 역사적으로 YUV와 Y'UV는 방송 시스템의 색 정보의 특정 "아날로그 인코딩"용으로 사용된 반면 YCbCr은 비디오 및 스틸 이미지 압축과 전송(예: MPEG, JPEG)에 적합한 색 정보의 디지털 인코딩에 사용되었다. 오늘날 YUV라는 용어는 YCbCr을 사용하여 인코딩되는 파일 포맷을 기술하기 위해 컴퓨터 산업에서 흔히 사용되고 있다.

## 역사
Y′UV는 공학자들이 흑백 구조의 컬러 텔레비전을 원했던 시기에 발명되었다. 그들은 색 추가가 가능하면서 흑백 호환이 되는 신호 전송 방식이 필요이 필요했다. 흑백 신호로 존재했던 루마 컴포넌트가 이미 존재하였으나 그들은 UV 신호를 여기에 추가하는 것으로 해결책을 냈다.

## 같이 보기
- 크로마 서브샘플링